# Blučiňák
Blučiňák je rybník v okresu Brno-venkov, nacházející se severovýchodně od obce Blučina, na jejím katastrálním území. Vodní plocha má rozlohu 3,6 ha.

## Historie
Výstavba rybníka byla zahájena v listopadu 2003 a dokončena v květnu 2005. Investorem stavby byla obec Blučina za přispění dotací z MŽP, zhotovitelem je firma Agromeli Brno. Jméno "Blučiňák" bylo vybráno žáky základní školy v Blučině a následně schváleno obecním zastupitelstvem. Ke slavnostnímu otevření rybníka došlo 24. září 2005.

## Popis
Rybník Blučiňák se skládá ze dvou samostatných nádrží. Větší západní nádrž slouží k rekreačním účelům (koupání, rybolov). Na její východní straně se nachází malý ostrůvek. Menší východní nádrž má funkci mokřadu, v jejím středu se nalézá velký ostrov. Obě nádrže odděluje sypaná hráz. Ze severu a východu jsou nádrže obklopeny umělým zemním valem. Kolem rybníka bylo vysázeno 600 stromů a keřů. Rybník je napájen ramenem z řeky Litavy.
Celková plocha rybníka a výsadby činí 5,1 ha, z toho vodní plocha 3,6 ha. Plocha mokřadu a litorálu je 1,25 ha. Zásobní prostor rybníka je 29 350 m³. Hloubka kolísá v rozmezí 0,2 až 2,5 m.
Celkové náklady na výstavbu dosáhly 7 481 000 Kč, z toho 5 723 000 Kč bylo pokryto dotacemi Ministerstva životního prostředí České republiky, Program revitalizace říčních systémů AOPK.